# Ауэрбах, Елизавета Борисовна
Елизаве́та Бори́совна Ауэрба́х (по отцу — Подгорная; 31 июля (13 августа) 1912 — 28 июля 1995) — советская актриса театра и кино, эстрады, писательница. Народная артистка РСФСР (1991).

## Биография
С детства мечтала стать режиссёром и поступила на режиссёрский факультет театрального техникума. После второго курса её приглашают во вспомогательный состав МХАТа, на сцене которого Ауэрбах провела более 25 лет, исполняя преимущественно эпизодические роли.
В 1935—1937 годах училась на режиссёрском факультете театрального техникума.
В 1937—1962 годах — актриса МХАТа.
В 1937 году после ареста родного дяди, Евгения Евгеньевича Ауэрбаха, в одной квартире с которым они жили, тоже была арестована. Через несколько недель была освобождена благодаря заступничеству И.И.Межлаука, с юности знавшего ее мать — Ольгу Евгеньевну.
В 1941—1945 годах Елизавета Ауэрбах выступала с концертами в составе фронтовых бригад.
После войны начала писать рассказы, юморески. Выступления с ними в концертах пользовались большим успехом. Поэтому с 1962 г. Ауэрбах, оставив театр, стала актрисой и автором миниатюр на эстраде.
Её ранние рассказы связаны, в основном, с фронтовой тематикой и театром. Впервые они опубликованы в журнале «Театр» (1956). Со временем стала писать многочисленные рассказы о детях, мир которых она хорошо понимала и передавала. Кроме того, актриса неоднократно выступала в школах, устраивая как бы дополнительный урок, на котором читала детям и классику, и собственные рассказы.
Умерла 28 июля 1995 года. Похоронена на Введенском (Немецком) кладбище вместе с матерью (14 уч.).

### Семья
Мать — Ауэрбах Ольга Евгеньевна (ум. 26 ноября 1961), внучка писательницы Ю.Ф.Ауэрбах (фон Берхгольц; 1827–1871)
Отец — Борис Афанасьевич Подгорный (ок. 1878–1937,Франция) — адвокат, эмигрировавший в 1918 во Францию, брат артистов МХАТа Владимира Афанасьевича и Николая Афанасьевича Подгорных, по рекомендации которых Лиза Ауэрбах была включена во вспомогательный состав МХАТа в 1934 году.

Старший брат — Владимир Борисович Подгорный (ум. в 1988), участник Движения Сопротивления. После развода родителей Владимир остался с отцом, Елизавета — с матерью:
«У меня есть родной брат, один-единственный старший брат. Мы с ним были еще маленькие, когда наши родители разошлись и, поделив детей, разъехались. Я, как младшая, досталась матери, а брат — отцу, и вскоре отец, взяв сына, уехал во Францию» (Ауэрбах  Елизавета   Борисовна «Паук», сборник «Маленький ансамбль». — М.,1971.)
Два младших единокровных брата (сыновья отца от второго брака): Егор Борисович и Никита Борисович Подгорные.
Муж — Всеволод Михайлович Розанов (1915–1985), сын писателя М.Розанова.
Сын — Михаил Всеволодович Розанов (1940–2012), географ, кандидат географических наук, диссидент.
Внук и внучка — Елизавета Розанова (род. в 1972)

## Фильмография
- 1960 — Мёртвые души — жена Собакевича (нет в титрах)
- 1961 — Вольный ветер — секретарша мэра
- 1965 — Чистые пруды — мать Кати
- 1969 — Адъютант его превосходительства — Софа, жена киевского ювелира Либерзона
- 1970 — Корона Российской империи, или Снова неуловимые — дама в приюте
- 1972 — Чудак из пятого «Б» — Ольга Андреевна, соседка Бори
- 1982 — Немухинские музыканты — эпизод
- 1985 — Загадка Кальмана  — эпизод